# Tanche
Tanche og Tank er en eller flere dansk-norske slægter fra Haderslev.
Til slægten med navnet Tank hørte blandt andre norsk statsråd Carsten Tank og hans søn, til De forenede stater udvandrede missionær Otto Tank.
Det påståes, at en slægt Tanch blev adlet af kejser Karl IV af Det tysk-romerske rige. Det er ukendt om Martin Tanche, tilhørte samme slægt. Han modtog i 1643 bekræftelse fra Christian IV til Danmark og Norge som dansk-norsk adel.
Navnet Tanche benyttes i Nord-Norge og Danmark. Den østlandske, norske slægt har navneformen Tank.

## Literatur
- Dansk Biografisk Lexikon: Tancke, Martin Digitaliseret version hos Projekt Runeberg.
- Store norske leksikon: Carsten Tank, Carsten Tank – utdypning (NBL-artikkel)
- Store norske leksikon: Otto Tank, Otto Tank – utdypning (NBL-artikkel)
- Anders Thiset og P.L. Wittrup: Nyt dansk Adelslexikon, København 1904

- Killough, Mary K., Ph.D.: THE TANK FAMILY OF GREEN BAY, WISCONSIN (1850-1891) Arkiveret 20. marts 2012 hos  Wayback Machine